# Julien Rybacki
Julien Rybacki (* 24. September 1995 in Duisburg) ist ein deutscher Fußballspieler, der zuletzt beim TVD Velbert unter Vertrag stand.

## Karriere
Rybacki begann seine Karriere bei Post Siegfried Hamborn und bei Hamborn 07. In der Saison 2012/13 spielte Rybacki für die A-Junioren des MSV Duisburg in der U-19-Bundesliga West und kam dort bei 20 Einsätzen zu 12 Treffern. Er gab sein Debüt in der 2. Bundesliga am 12. Mai 2013 beim Spiel gegen den 1. FC Union Berlin, als er in der zweiten Halbzeit von seinem Trainer Kosta Runjaic für Andreas Ibertsberger eingewechselt wurde. Nach einem Jahr in der 3. Liga wechselte er im Sommer 2014 zu Fortuna Düsseldorf, wo er zum Kader der Regionalliga-Mannschaft gehörte. Im Januar 2016 wechselte Rybacki zum SV Rödinghausen. In der Saison 2016/17 verstärkte Rybacki die Offensive der SSVg Velbert in der Oberliga Niederrhein. Nach einem Jahr wechselte er zum Ligarivalen VfB Homberg, für den er in seinem ersten Jahr zehn Treffer erzielte und 15 Torvorlagen gab. In die folgende Saison 2018/19 startete Rybacki mit dem VfB Homberg mit sieben Siegen aus sieben Spielen, dann erlitt er einen Kreuzbandriss und fiel für den Rest des Jahres aus. Der Verein stieg am Saisonende in die Regionalliga West auf. Dort gab Rybacki am 7. Spieltag der Saison 2019/20 gegen Borussia Dortmund II sein Comeback auf dem Rasen. Anfang Januar 2020 wurde sein Vertrag beim VfB Homberg aufgelöst und Rybacki schloss sich dem TVD Velbert an, im Sommer 2021 verließ er die Velberter mit unbekanntem Ziel.

## Galerie

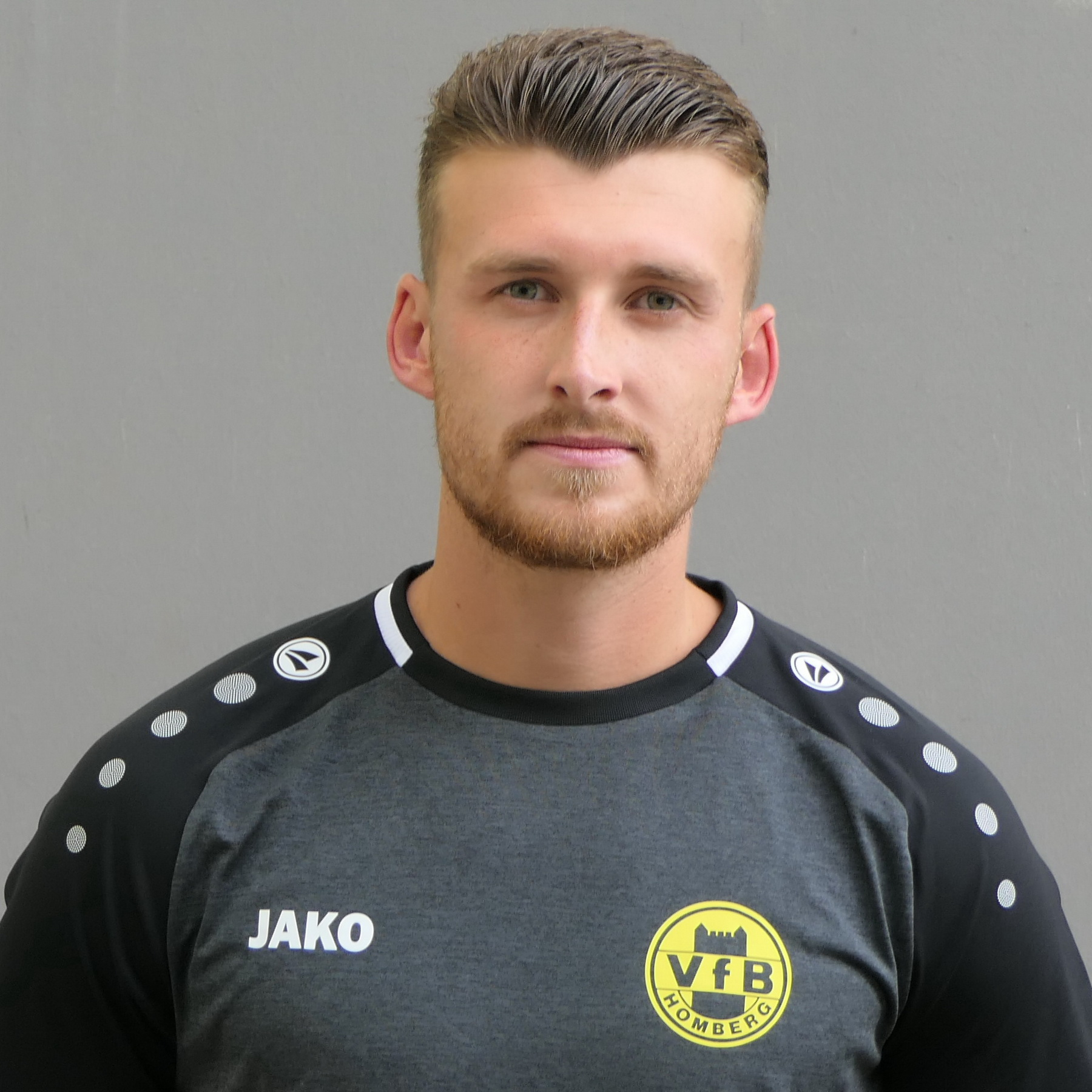
Julien Rybacki (Juli 2019).